# Тойота Стэдиум
«Тойота Стэдиум» (англ. Toyota Stadium) — футбольный стадион, расположенный в северном пригороде Далласа, городе Фриско, штата Техас, США. Домашнее поле профессионального футбольного клуба «Даллас», выступающего в MLS, высшей футбольной лиге США и Канады.

## История

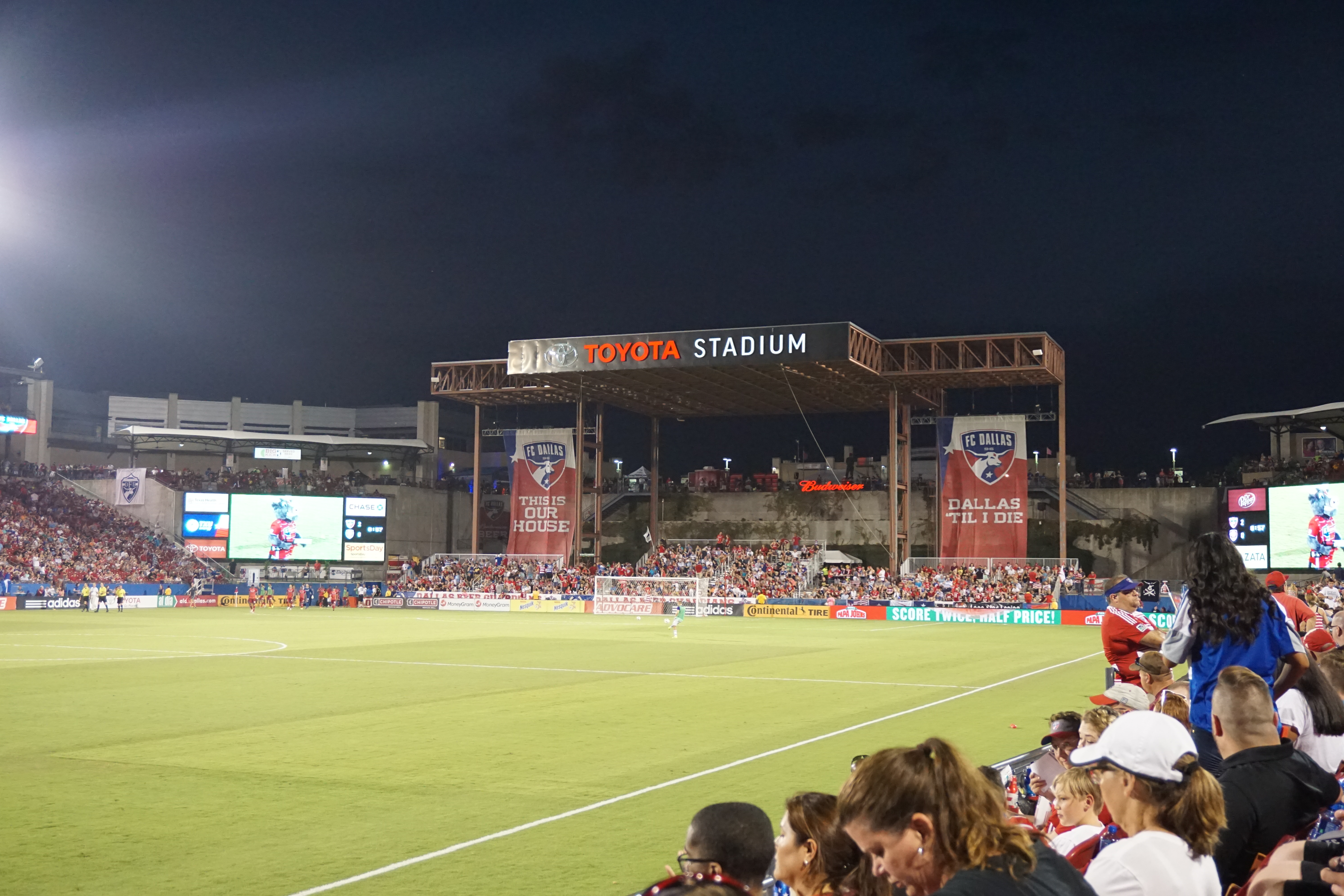
«Тойота Стэдиум» в 2016 году.

Стадион был открыт 6 августа 2005 года. Вместимость арены — 20 500 зрителей. Стадион построен в форме буквы «U», в северной части поля расположена сцена для проведения концертов. Возле стадиона расположены семнадцать тренировочных полей с искусственными и травяными покрытиями, которые используются для тренировок команды «Даллас» и для проведения юношеских футбольных турниров.
С 2005 по 2012 год стадион был известен как «Пицца Хат Парк», по имени спонсора. По истечении контракта с компанией «Пицца Хат», в течение года назывался «Эф-си Даллас Стэдиум».
10 сентября 2013 года компания Toyota заключила долгосрочный контракт с «Далласом» на переименование стадиона клуба в «Тойота Стэдиум», в то время как семнадцать тренировочных полей вблизи стадиона были переименованы в «Тойота Соккер Сентер».

## Важные спортивные события
| Дата         | Сборные                         | Соревнование                               |
| ------------ | ------------------------------- | ------------------------------------------ |
| 7 июля 2015  | Панама 1:1 Республика Гаити     | Золотой кубок КОНКАКАФ 2015, матч группы А |
| 7 июля 2015  | США 2:1 Гондурас                | Золотой кубок КОНКАКАФ 2015, матч группы А |
| 11 июля 2021 | Сальвадор 2:0 Гватемала         | Золотой кубок КОНКАКАФ 2021, матч группы A |
| 14 июля 2021 | Тринидад и Тобаго 0:2 Сальвадор | Золотой кубок КОНКАКАФ 2021, матч группы A |
| 18 июля 2021 | Гватемала 1:1 Тринидад и Тобаго | Золотой кубок КОНКАКАФ 2021, матч группы A |
| 18 июля 2021 | Мартиника 1:2 Гаити             | Золотой кубок КОНКАКАФ 2021, матч группы B |